# Он (фильм, 1915)
«Он» — российский немой фильм 1915 года из «Русской золотой серии». Премьера состоялась 12 января 1916 года. Фильм не сохранился.

## Сюжет
По роману Е. Нагродской «История одной девушки, найденная в забытой записке доктора». Сюжет изложен в журналах «Сине-фоно» и «Проектор» (1916).
Доктор получил письмо от своей бывшей пациентки. Она рассказала ему о своей встрече с таинственным человеком, об их странном общении. Она описывала, как её телесная оболочка отделялась и она могла чудесным образом переноситься из России в далёкую Венецию, куда вызывал её таинственный возлюбленный — «Он».
«Не верю, не верю…» — написал доктор на рукописи. Однако он усомнился в непреложности своих знаний и покончил с собой.

## В ролях
| Актёр                 | Роль    |
| --------------------- | ------- |
| Бронислава Рутковская | Елена   |
| Александр Волков      | «Он»    |
| А. Морозов            | доктор  |
| Борис Тамарин         | студент |

## Съёмочная группа
- Режиссёр: Александр Уральский
- Оператор: Брицци
- Художник: Владимир Егоров
- Продюсер: Пауль Тиман

## Критика
Рецензент журнала «Проектор» писал, что режиссёр Уральский c задачей «показать на экране в красивом воплощении сны и грёзы героини … блестяще справился» и «разыграна картина в общем гладко».
Историк дореволюционного кино Вениамин Вишневский назвал фильм пошлой псевдо-мистической кинодрамой, но при этом считал, что он «представляет большой интерес со стороны изобразительного оформления».